# Ян ван Рьосбрук
Ян ван Рьосбрук (на нидерландски: Jan van Ruusbroec) е брабантски писател, духовник и мистик.

## Биография
Той е роден през 1293 година в Ройсбрук (днес част от Синт Пийтерс Леу) край Брюксел. От ранна възраст се обучава в Брюкселската катедрала, където е ръкоположен за свещеник. Той остава там до 1343 година, когато се оттегля извън града в манастира в Грунендал (днес част от Хуйларт). Ян ван Рьосбрук пише множество книги с мистично съдържание, написани на простонароден нидерландски, които стават изключително популярни.
Ян ван Рьосбрук умира на 2 декември 1381 година в Грунендал.